# 11 червня
11 червня — 162-й день року (163-й у високосні роки) у григоріанському календарі. До кінця року залишається 203 днів.

## Свята і пам'ятні дні

### Національні
- Австралія: День народження королеви в Австралії.
- Данія: День народження принца Хенріка.
- Гондурас: День студента.
- Аргентина: День сусідів. (Día del Vecino)

### Релігійні

#### Християнство
Загальне:
День святого Варнави.
 Католицька церква:
- День Святої Марії від Серця Ісуса.
- День Святої Паули Франсінетті.

 Православна церква:
- Апостолів Варфоломія і Варнави.
- Святителя Луки, архієпископа Сімферопольського, сповідника.

### Іменини
✙ Православні:
✝  Католицькі:

## Події

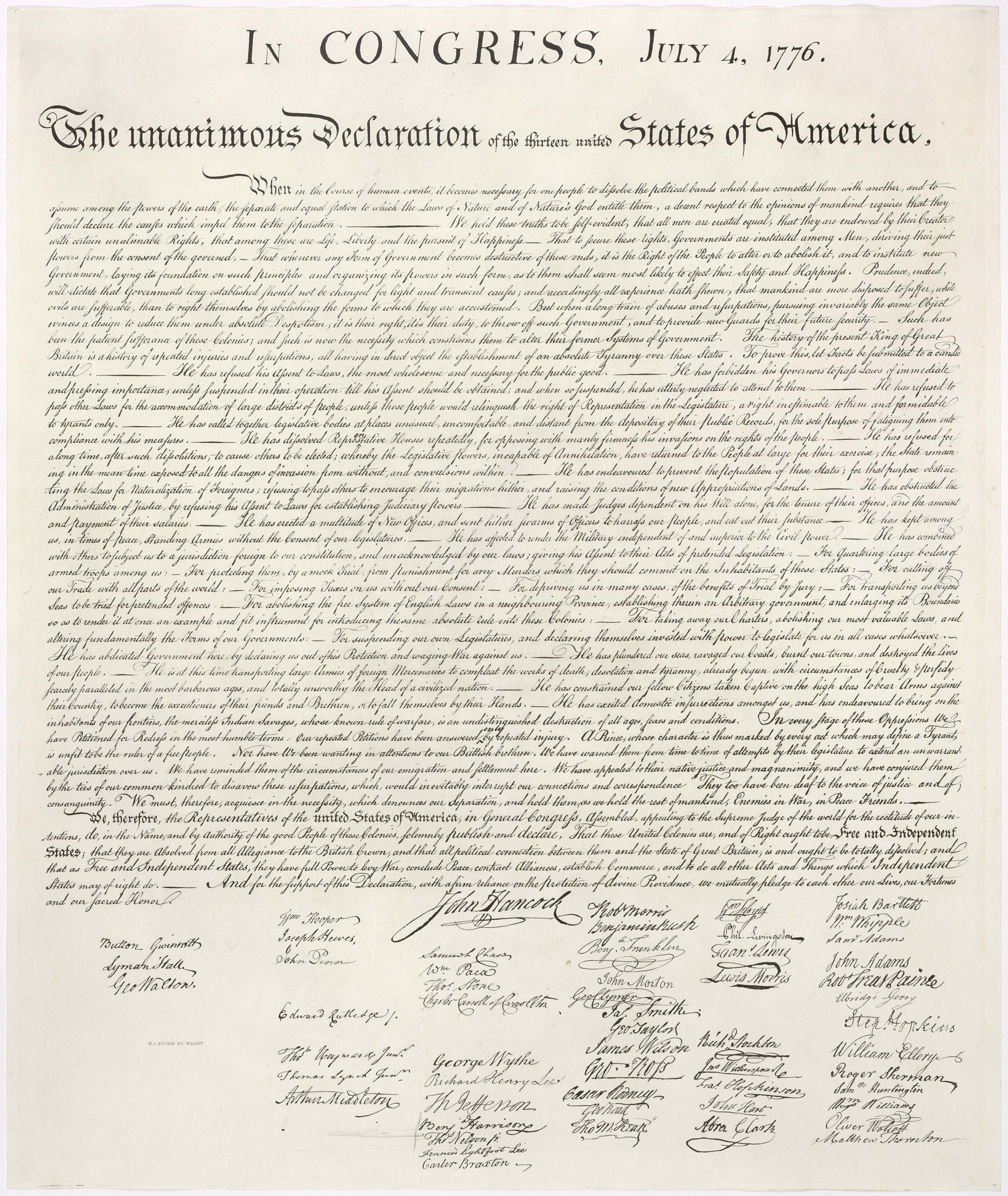
Декларація незалежності США, 1776

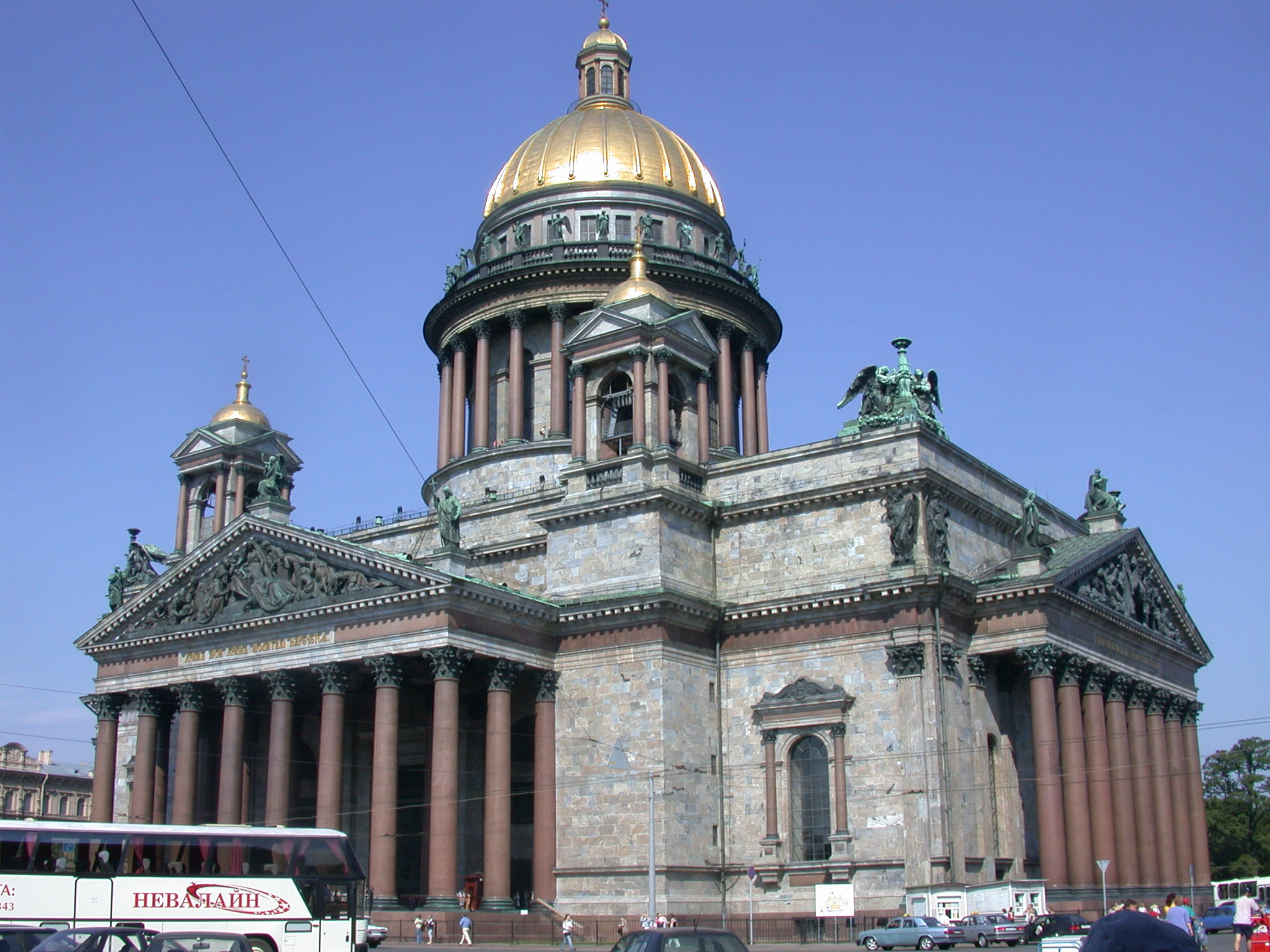
Ісаакіївський собор, 1818

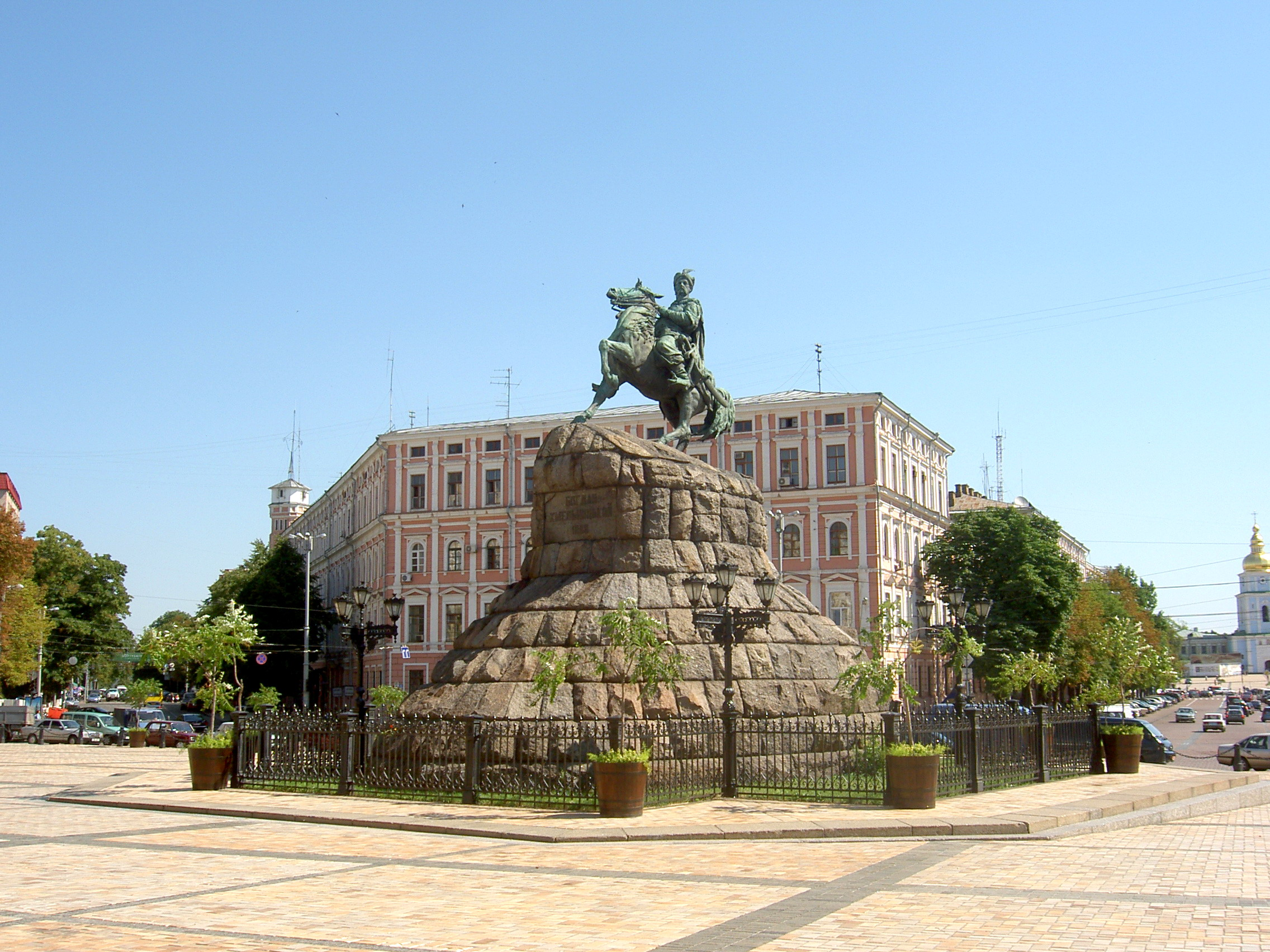
Пам'ятник Богданові Хмельницькому (Київ), 1888

- 1125 — Хрестоносці здобули перемогу над сельджуками в битві під Азазе.
- 1453 — Падіння Візантійської імперії.
- 1488 — Шотландські повстанці схопили й убили короля Шотландії Якова III.
- 1496 — Христофор Колумб завершив свою другу подорож.
- 1509 — Англійський король Генріх VIII одружився з Катериною Арагонською, першій із шістьох жінок, котрі в нього були за життя. Коли виявилося, що Катерина не може народити спадкоємця престолу, Генріх розлучився з нею без згоди на те Ватикану, що привело до Протестантської реформації в Королівстві Англія.
- 1580 — Іспанськими конкістадорами заснований Буенос-Айрес.
- 1694 — Битва під Годовом.
- 1742 — американець Бенджамін Франклін винайшов кухонну плиту. Цей день відзначається як День кухонної плити
- 1742 — У Бреслау (Вроцлав) підписаний договір, за яким Габсбурзька монархія визнала права Королівства Пруссія на Сілезію.
- 1770 — Джеймс Кук відкрив Великий Бар'єрний риф на узбережжі Австралії.
- 1776 — Континентальний конгрес створив комітет для написання Декларації незалежності США.
- 1842 — Вийшла друком поема Миколи Гоголя «Мертві душі» (одна з дат).
- 1889 — Джон Перді і Джеймс Садгвар з Вашингтона винайшли складаний стілець.
- 1895 — За маршрутом Париж — Руан проведено перші у світі автоперегони. Середня швидкість переможця Еміля Левассо становила 24 км/год.
- 1901 — Острови Кука оголошено частиною Нової Зеландії.
- 1915 — британські війська захопили Німецький Камерун.
- 1915 — Сербські війська захопили столицю Албанського князівства Тирану.
- 1918 — Казахський національний рух «Алаш» оголосив незаконними всі декрети радянської влади в Казахстані.
- 1921 — В УСРР оголошено про початок боротьби з безпритульністю.
- 1926 — Кабінет міністрів Великої Британії висловив протест у зв'язку з фінансуванням СРСР страйків у Великій Британії.
- 1930 — Американський зоолог Вільям Біб та інженер Отіс Бертон на побудованій ними батисфері опустилися під воду на 400 метрів. Через два роки вони досягли глибини занурення 900 м.
- 1937 — У ніч на 12 червня по «справі Тухачевского» розстріляні червоноармійські воєначальники М. М. Тухачевський, І. Е. Якір, І. П. Уборевич та інші.
- 1940 — Нова Зеландія, Австралія і Південно-Африканський Союз оголосили війну Королівству Італія.
- 1942 — Угода між СРСР і США про принципи, вживані для взаємодопомоги у веденні війни проти агресії і про співпрацю в післявоєнний час в цілях забезпечення миру і безпеки.
- 1943 — Уругвай став першою країною, яка визнала французький уряд Шарля де Голля.
- 1951 — Португалія оголосила Мозамбік своєю провінцією.
- 1955 — під час перегонів 24 години Ле-Мана у Французькій республіці трапилась найгірша автокатастрофа в історії: 84 загиблих та 120 поранених
- 1965 — королева Єлизавета II нагородила музикантів групи «Бітлз» орденом Британської імперії.
- 1965 — Рада Міністрів УРСР затвердила положення про створення Донецького державного університету.
- 1972 — У Нью-Йорку відбулася прем'єра скандального порнофільму «Глибоке горло» з Ліндою Лавлейс.
- 1973 — в Арабській республіці Лівія оголошено про націоналізацію американських нафтових компаній.
- 1975 — Видобута перша нафта в Північному морі.
- 1982 — На екрани США вийшов фільм Стівена Спілберга «Іншопланетянин».
- 1990 — Верховна Рада УРСР змінила порядок вирахування часу на території України, приєднавши країну до східноєвропейської часової зони (відтоді в Україні час на годину відрізняється від московського, що більше відповідає часовим поясам).
- 1990 — Альберто Фухіморі переміг письменника Маріо Варгаса Льосу на президентських виборах у Перу.
- 1992 — У Росії прийнята державна програма приватизації. Через два місяці будуть введені в дію приватизаційні чеки, і лексикон росіян поповниться ще одним словом — «ваучер».
- 1992 — У Києві розпочався перший конгрес молодих політиків України.
- 1993 — Вийшов в прокат фільм Стівена Спілберга «Парк Юрського періоду».
- 2002 — Пол Маккартні одружився з Гізер Міллз.

## Народились
Дивись також Категорія:Народились 11 червня
- 1564 — Йозеф Гейнц, швейцарський художник. Батько живописця Йозефа Гейнца Молодшого (1600—1678).
- 1572 — Бен Джонсон, англійський драматург і поет.
- 1776 — Джон Констебл, англійський живописець-пейзажист.
- 1821 — Варфоломій Шевченко, український мемуарист. Троюрідний брат і свояк Тараса Шевченка, який опікувався могилою поета в Каневі. Батько поета Йосипа Шевченка. Прадід письменника Данила Андреєва («Роза світу»).
- 1838 — Маріано Фортуні, іспанський художник і графік середини 19 ст., прихильник орієнталізму у живопису.
- 1861 — Сигізмунд Заремба, український диригент, композитор, музичний критик і піаніст.
- 1864 — Ріхард Штраус, німецький композитор.
- 1867 — Шарль Фабрі, французький фізик. Відкрив у стратосфері шар озону, що захищає Землю від шкідливого впливу ультрафіолетового випромінювання.
- 1899 — Ясунарі Кавабата, японський письменник, лауреат Нобелівської премії з літератури (1968).
- 1909 — Борис Приймак, український архітектор.
- 1910 — Жак-Ів Кусто, французький океанограф, мандрівник, винахідник акваланга.
- 1936 — Михайло Василюк, професор, відомий український хірург.
- 1937 — Воррен Робін, австралійський патолог, лауреат Нобелівської премії з фізіології і медицини 2005 року.
- 1953 — Віталій Білоножко, український співак — естрадний виконавець; Народний артист України
- 1959 — Г'ю Лорі, британський актор, письменник і музикант (за національністю шотландець).
- 1970 — Олександр Литвинов, російськомовний поет, композитор, бард, рок-музикант.
- 1970 — Анжеліка Рудницька, українська телеведуча, журналістка, співачка, художниця, громадська діячка, заслужена артистка України.
- 1985 — Інна Цимбалюк, українська фотомодель, телеведуча, кіноакторка.
- 2000 — Олександр Сирота, український футболіст, гравець футбольного клубу Динамо (Київ) та національної збірної України.

## Померли
- 1183 — Генріх Молодий Англійський, король Англії, співправитель свого батька Генріха II Англійського.
- 1658 — Мартин Пушкар, полковник полтавський, очільник повстання дейнеків (*??).
- 1727 — Георг I (король Великої Британії), британський король з 1714, перший представник Ганноверської династії на королівському троні Великої Британії (*1660).
- 1748 — Феліче Тореллі, італійський художник доби пізнього бароко і рококо.
- 1842 — Жан-Віктор Бертен, французький художник-пейзажист, представник неокласицизму.
- 1859 — Клеменс фон Меттерніх, австрійський державний діяч, дипломат, міністр закордонних справ, герцог.
- 1892 — Варфоломій Шевченко, український мемуарист. Троюрідний брат і свояк Тараса Шевченка, який опікувався могилою поета в Каневі. Батько поета Йосипа Шевченка. Прадід письменника Данила Андреєва («Роза світу»).
- 1909 — Яків Гордін, єврейський драматург («Єврейський король Лір», «Бог, чоловік і диявол»).
- 1936 — Роберт Ірвін Говард, американський письменник-фантаст (*1906).
- 1937 
  - Реджинальд Мітчелл, британський авіаконструктор, творець винищувача «Спітфайр».
  - Джордж Гершвін, американський композитор і піаніст.
- 1941 — Артур Еванс, британський археолог.
- 1971 — Джон Вуд Кемпбелл (молодший), американський письменник і редактор.
- 1974 — Юліус Евола, італійський мислитель, езотерик і письменник.
- 1979 — Джон Вейн (Меріон Моррісон), американський актор, грав шляхетних героїв у вестернах (*1907).
- 1989 — Лоуренс Олів'є, британський актор театру та кіно, режисер, продюсер.
- 1993 — Мстислав I (у миру Степан Іванович Скрипник, Патріарх УАПЦ (*1898).
- 2002 — Бернардас Бразджіоніс, литовський поет і критик.
- 2012 — Теофіло Стівенсон, кубинський боксер, триразовий олімпійський чемпіон з боксу та триразовий чемпіон світу.
- 2014 — Томмі Рамон, американський продюсер та музикант, угорського походження, барабанщик панк-рок гурту «Ramones».
- 2015 
  - Орнетт Коулман, американський джазовий саксофоніст і композитор.
  - Сатору Івата, четвертий президент і генеральний директор компанії Nintendo.